# Шарру-кін I
Шарру-кін I (Саргон I — «Цар істинний») — правитель стародавнього міста Ашшур у XIX столітті до н. е.